# Borassus
Borassus é um género botânico de palmeiras, conhecidas como palmeiras-de-palmira ou palmeiras-de-leque, devido à forma das suas folhas. Estas  palmeiras fazem parte das palmeiras-do-açúcar, por a sua seiva ser usada para o fabrico de jagra.
Este género tem seis espécies, nativas de regiões tropicais de África, Ásia e Nova Guiné:
- Borassus aethiopium - palmeira-de-leque-africana, distribuída em toda a África intertropical;
- Borassus akeassii - palmeira de Ake Assi, endémica da África ocidental;
- Borassus flabellifer - palmeira Palmyra asiática, distribuída no sul e sueste asiático;
- Borassus heineanus - palmeira Palmyra da Nova Guiné;
- Borassus madagascariensis - palmeira Palmyra de Madagáscar;
- Borassus sambiranensis -  palmeira Palmyra de Sambirano, também endémica de Madagáscar.

## Descrição
A planta tem normalmente uma altura de 10 a 25 m, mas pode atingir os 30 m. As folhas têm a forma de leques e agrupam-se no topo da planta. A planta é dioica e as inflorescências masculinas e femininas nascem em plantas diferentes; ambas são utilizadas para a extração da seiva. Tem um crescimento lento, podendo levar 20 anos até frutificar pela primeira vez, mas pode viver mais de 100 anos.
Os frutos nascem em cachos e têm uma aparência de pequenos cocos, com um diâmetro de 13–20 cm, a parte inferior castanha e a superior verde, mudando para amarelo quando amadurecem. Quando cortados, os frutos mostram três sementes rodeadas duma polpa esbranquiçada e translúcida, que tem um sabor adocicado.

## Utilização
A polpa dos frutos é comida fresca, mas também utilizada para fazer doces; a seiva é extraída para beber como refresco, ou como bebida naturalmente fermentada, e também para o fabrico de jagra; no sul e leste da Índia, a jagra desta palmeira é preferida em relação à jagra de cana-de-açúcar. O espique é também utilizado como madeira e as folhas como material para o fabrico de tapetes e chapeus.